# Rheumaptera interruptaria
Rheumaptera interruptaria là một loài bướm đêm trong họ Geometridae.